# Basilika Unserer Lieben Frau vom Berg Karmel (Recife)

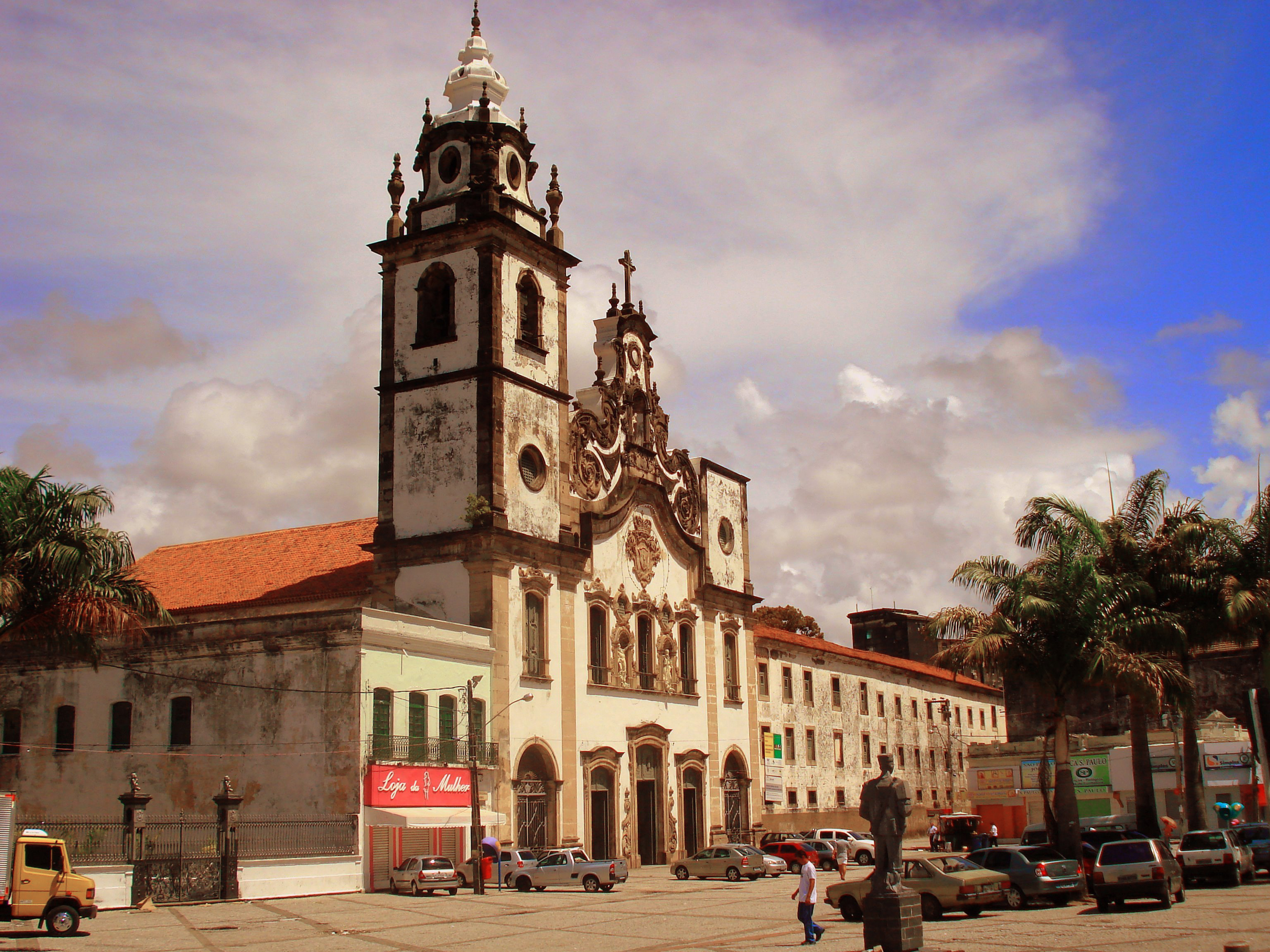
Fassade der Klosterkirche

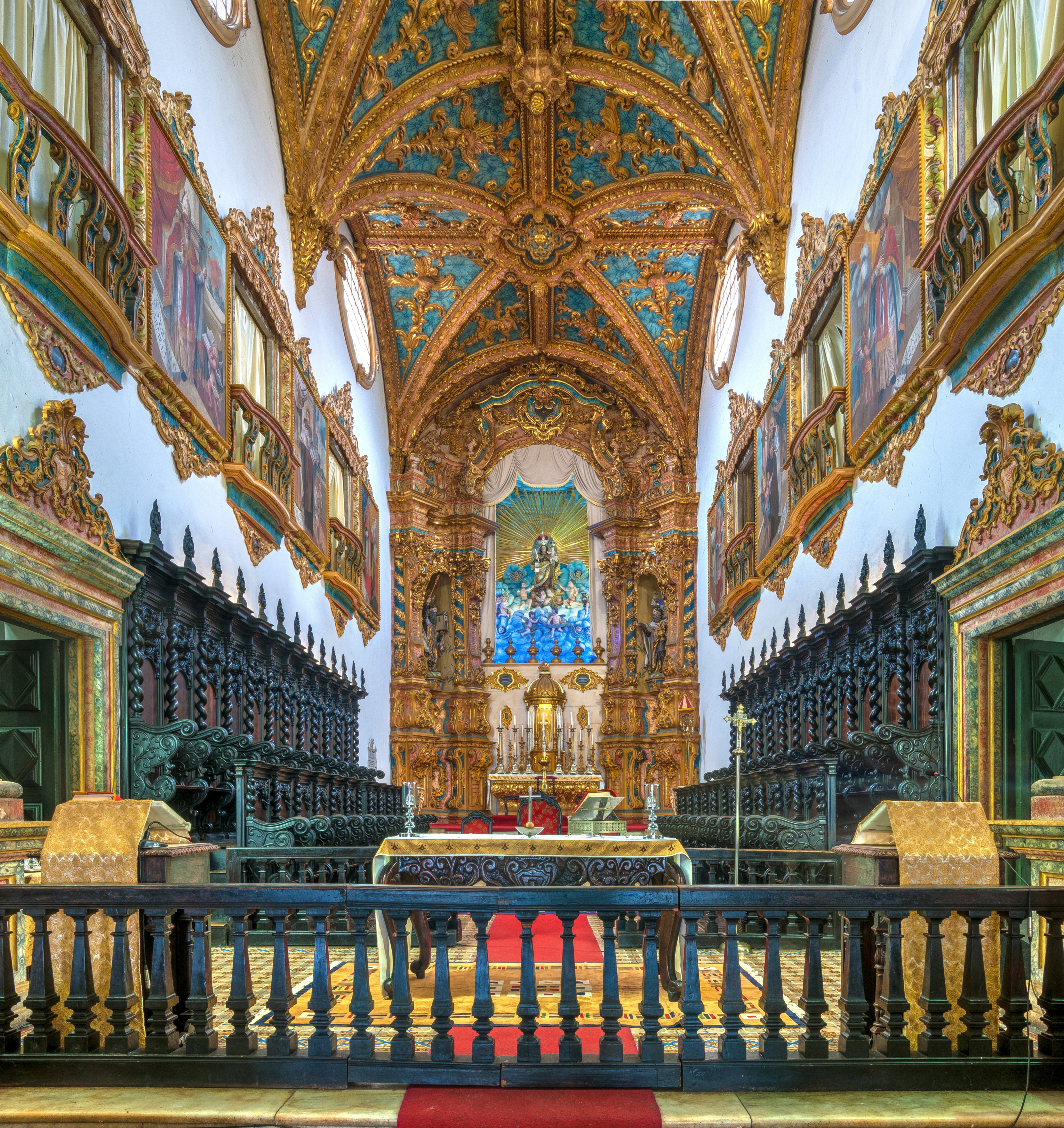
Chorraum der Basilika

Die Basilika Unserer Lieben Frau vom Berg Karmel (portugiesisch Basílica de Nossa Senhora do Carmo) ist eine Klosterkirche der Karmeliten im Viertel Santo Antonio der brasilianischen Küstenstadt Recife. Die Kirche wurde im 17. und 18. Jahrhundert im brasilianischen Barock errichtet und ausgestattet.

## Geschichte
Die 1580 nach Brasilien gekommenen Karmeliten ließen sich 1654 nach der Vertreibung der Holländer auch in Recife nieder. Sie erhielten Teile der unter Johann Moritz 1643 errichteten Festung Boa Vista gestiftet und bauten darauf ihre Klosteranlage. 1665 wurde mit dem Bau der Basilika im Stil des Barock begonnen, die 1767 fertiggestellt werden konnte. Unsere Liebe Frau vom Berg Karmel wurde 1909 zur Schutzpatronin von Recife ernannt, 1919 wurde sie kanonisch gekrönt. Die Kirche wurde 1922 durch Papst Pius XI. in den Rang einer Basilica minor erhoben. 1938 wurde die Anlage mit Basilika und Kloster vom Institut für nationales und historisches Erbe gelistet.

## Architektur
Der imposante Risalit der Kirche hat viele in Stein gemeißelte Voluten, beide Etagen besitzen drei Öffnungen. Der dreieckige Giebel zeigt das Ordenswappen. Der auf der linken Seite ausgeführte Kirchturm ragt mit vier Etagen und seiner Zwiebelhaube etwa 50 Meter hoch, der rechte ist unvollendet. Der Innenraum besitzt eine wertvolle, vergoldete Dekoration, insbesondere der Chor mit seinem Hochaltar. Dieser zeigt eine lebensgroße Nossa Senhora do Carmo, flankiert von Engeln und Heiligen. Die insgesamt zwölf Seitenaltäre sind ebenfalls reich verziert, besonders die Altäre der Jungfrau von Candelaria, der Teresa von Ávila und der hl. Crispin und Crispinian. Bei einer dreijährigen Restaurierung bis 2001 wurde das zwischenzeitlich übermalte Marmordekor der Kirche wieder freigelegt.